# LK I
Lk l (полное название Leichter Kampfwagen, Ляйхтер Кампфваген, в переводе с нем. — «лёгкая боевая машина») немецкий танк времён Первой мировой войны, разработанный Йозефом Фолльмером.

## История создания
После того, как продемонстрировали макет немецкого танка A7V, командованием было предложено создать более тяжелые «сверхтанки». Это задание поручили Йозефу Фольмеру, но тот пришёл к выводу, все же логичнее строить лёгкие машины, которые можно создавать быстрее и больше. Условиями быстрого создания и организации производства стало существование автомобильных агрегатов и в больших количествах. В военном ведомстве в то время было в наличии свыше 1000 различных автомашин с двигателями 40-60 л. с., которые признавались негодными для применения в вооружённых силах, то есть, которые назывались «пожирателями горючего и шин». Но при должном подходе можно было получить группы по 50 и более единиц и на этой основе создавать партии лёгких боевых машин, имеющих запас агрегатов и узлов.
Подразумевалось использование автомобильного шасси «внутри» гусеничного, устанавливая ведущие колёса гусеничного хода на их приводные оси. Германия, вероятно, первая уяснила такое преимущество лёгких танков — как возможность широкого применения автомобильных агрегатов.
Предлагалось увеличить угол подъёма наклонной ветви гусеницы для повышения проходимости и эффективности при преодолении проволочных заграждений. Объём боевого отделения должен был быть достаточен для нормальной работы, а посадка и высадка экипажа — простой и быстрой. Необходимо было обратить внимание на устройство смотровых щелей и лючков, на пожарную безопасность, герметизацию танка на случай применения противником огнемётов, защиту экипажа от осколков и свинцовых брызг, а также на доступность механизмов для обслуживания и ремонта и возможность быстрой замены двигателя, наличие системы очистки гусениц от грязи.
В итоге получился танк с передним расположением двигателя, задним — трансмиссии и боевого отделения. При первом же взгляде на него бросалось в глаза сходство с английским средним танком Mk А «Whippet», появившимся на поле боя только в апреле 1918 года. Танк LK-I имел вращающуюся башню, прототип «Уиппета» (лёгкий танк Триттона) — также. Последний официально испытали в Англии в марте 1917 года. Возможно, германская разведка и имела некоторые данные об этих испытаниях. Однако сходство компоновки можно объяснить и выбором автомобильной схемы в качестве базовой, пулемётные же, хорошо отработанные башни применялись на бронеавтомобилях всеми воюющими сторонами. Тем более что по своему устройству танки LK значительно отличались от «Уиппета»: отделение управления размещалось позади двигателя, причём сиденье механика-водителя располагалось по оси машины, а за ним находилось боевое отделение.
Проект был представлен в сентябре 1917 года. После одобрения начальником Инспекции автомобильных войск, 29 декабря 1917 года было принято решение о постройке лёгких танков. Но Ставка Главного командования отклонила это решение 17.01.1918 г., так как сочла слишком слабым бронирование таких танков. Немного позже стало известно, что Главное командование само вело переговоры с Круппом о лёгком танке. Создание лёгкого танка под руководством профессора Раузенбергера началось на фирме Круппа ещё весной 1917 года. В итоге эту работу всё же одобрили, и она перешла в ведение Военного министерства. Опытные машины получили обозначение LK-I (Leichter Kampfwagen) и было дано разрешение на постройку двух экземпляров.

## Требования СВГ
- экипаж 2-3 человека;
- вооружение — 57-мм пушка или два пулемета;
- наличие лючков — «бойниц» для стрельбы из личного оружия;
- толщина брони не менее 14 мм;
- упругая подвеска;
- скорость движения по ровной местности с грунтом средней твердости — 12-15 км/ч;
- удельное давление на грунт около 0,5 кг/см²;
- ширина перекрываемого рва — 2 метра и способность брать подъёмы крутизной до 45°;
- поворотливость на любом грунте;
- время действия без пополнения запаса горючего и боекомплекта — до 6 часов:
- масса не выше 8 тонн

## Описание конструкции

### Корпус
Конструкция корпуса была клёпаной и собиралась на металлическом каркасе. Двигатель, радиатор, масляные и топливные баки, а также трансмиссия занимали всю переднюю часть танка. Чтобы обеспечить максимальную технологичность, Фолльмер решил установить внутри гусеничного шасси автомобильную раму, на которой устанавливались основные агрегаты. При этом рама крепилась не жёстко, а на сохранившихся рессорах. Жестко связанной с боковыми рамами гусеничного хода оказывалась только задняя ось, использовавшаяся для привода ведущих колес. Таким образом, упругая подвеска оказывалась двухступенчатой — винтовые пружины ходовых тележек и полуэллиптические рессоры внутренней рамы. Новинки в конструкции танка LK были защищены рядом особых патентов, как, например, патенты № 311169 и № 311409 на особенности устройства гусеничного хода.
Боевое отделение LK-I располагалось сзади, придавая немецкому танку внешнее сходство с британским Mk A «Whippet». Экипаж из двух человек (водителя и командира) располагался «гуськом» в высокой надстройке, на крыше которой устанавливалась цилиндрическая башня. В соответствии с предъявленными требованиями первый вариант танка получил один 7,92-мм пулемет MG 08 с винтовым подъёмным механизмом. В крыше башни имелся круглый люк с откидной крышкой, в корме — небольшой двустворчатый лючок. Судя по конструкции башни, её заимствовали с минимальными изменениями от единственного немецкого серийного бронеавтомобиля Ehrhardt E/V-4.
Для доступа к двигателю с обоих бортов и на крыше в носовой части корпуса были сделаны прямоугольные люки. Радиатор был защищен передними жалюзи с 6 створками. Посадка и высадка из танка производилась через двери в бортах. Толщина брони в лобовой части корпуса составила 14 мм, борта, крыш и днище защищались 8-мм бронёй.
Приборы наблюдения, как таковые, отсутствовали. Водитель имел в своём распоряжении три окна с двухстворчатыми бронированными крышками и смотровыми щелями. Командир мог наблюдать за окружающей обстановкой через бортовые люки в корпусе и оптический пулеметный прицел. В этом плане LK-I не имел никаких преимуществ перед другими машинами аналогичного назначения.

### Вооружение
Экипаж из двух человек (водителя и командира) располагался «гуськом» в высокой надстройке, на крыше которой устанавливалась цилиндрическая башня. Цилиндрическая клепаная башня имела амбразуру для установки пулемета MG 08, прикрытую с боков двумя наружными щитками подобно башням бронеавтомобилей. Пулеметная установка снабжалась винтовым подъемным механизмом. В крыше башни имелся круглый люк с откидной крышкой, в корме — небольшой двустворчатый лючок. Судя по конструкции башни, её заимствовали с минимальными изменениями от единственного немецкого серийного бронеавтомобиля Ehrhardt E/V-4.

### Двигатель и трансмиссия
В передней части машины устанавливались двигатель и трансмиссия. Двигатель и трансмиссия базового автомобиля в целом сохранялись. Вся конструкция танка представляла собой бронеавтомобиль, как бы помещенный в гусеничный ход. Двигатель был карбюраторный, 4-цилиндровый, жидкостного охлаждения, мощностью 40-60 л. с. Трансмиссия механического типа, с 4-ступенчатой коробкой передач.

### Ходовая часть
Гусеничное шасси собиралось на особой раме. Ходовая часть каждого борта заключалась между двумя продольными параллельными стенками, связанными поперечными перемычками. Между ними к раме подвешивались на винтовых цилиндрических пружинах ходовые тележки. На борт приходилось пять тележек с четырьмя опорными катками каждая. Ещё одна тележка жёстко крепилась впереди — её катки служили упорами для восходящей ветви гусеницы. Жёстко закреплялась также ось заднего ведущего колеса, которое имело радиус 217 мм и 12 зубьев. Направляющее колесо было приподнято над опорной поверхностью, а его ось снабжена винтовым механизмом регулировки натяжения гусениц. Продольный профиль гусеницы рассчитывался так, чтобы при движении по твёрдой дороге длина опорной поверхности составляла 2,8 м, на мягком грунте несколько увеличивалась, а при переходе через окопы достигала 5 м. Приподнятая передняя часть гусеницы выступала впереди корпуса. Таким образом предполагалось совместить поворотливость на твёрдом грунте с высокой проходимостью. Конструкция гусеницы повторяла A7V, но в уменьшенном варианте. Ширина башмака составляла 250 мм, толщина — 7 мм; ширина рельса — 80 мм, проём рельса — 27 мм, высота — 115 мм, шаг трака — 140 мм. Количество траков в цепи возросло до 74, что способствовало повышению скорости хода. Сопротивление цепи на разрыв — 30 т. От поперечного смещения нижнюю ветвь гусеницы удерживали центральные реборды катков и боковины ходовых тележек, верхнюю — стенки рамы.
Внутри такого готового гусеничного шасси крепилась рама автомобиля с основными агрегатами, но не жёстко, а на сохранявшихся рессорах. Жёстко связанной с боковыми рамами гусеничного хода оказывалась только задняя ось, использовавшаяся для привода ведущих колес. Таким образом, упругая подвеска оказывалась двухступенчатой — винтовые пружины ходовых тележек и полуэллиптические рессоры внутренней рамы. Новинки в конструкции танка LK были защищены рядом особых патентов, как, например, патенты № 311169 и № 311409 на особенности устройства гусеничного хода. Двигатель и трансмиссия базового автомобиля в целом сохранялись. Вся конструкция танка представляла собой бронеавтомобиль, как бы помещённый в гусеничный ход. Такая схема позволяла получить вполне прочную конструкцию с упругой подвеской и достаточно большим клиренсом.

## Испытание
Ходовые испытания первого опытного LK-I состоялись в марте 1918 года. Прошли они весьма успешно, но решено было доработать конструкцию — усилить бронезащиту, улучшить ходовую часть и приспособить танк для массового производства. Таким образом создали танк Lk ll, улучшенную версию Lk l.